# Andtjärnen (Älgå socken, Värmland)
Andtjärnen är en sjö i Arvika kommun i Värmland och ingår i Göta älvs huvudavrinningsområde. Sjön är 4,2 meter djup, har en yta på 0,032 kvadratkilometer och är belägen 259 meter över havet.